# Коттонвуд (Міннесота)
Коттонвуд (англ. Cottonwood) — місто (англ. city) в США, в окрузі Лайон штату Міннесота. Населення — 1149 осіб (2020).

## Географія
Коттонвуд розташований за координатами 44°36′39″ пн. ш. 95°40′19″ зх. д. / 44.61083° пн. ш. 95.67194° зх. д. (44.610955, -95.672071).  За даними Бюро перепису населення США в 2010 році місто мало площу 2,70 км², уся площа — суходіл.

## Демографія
Згідно з переписом 2010 року, у місті мешкало 1212 осіб у 504 домогосподарствах у складі 331 родини. Густота населення становила 450 осіб/км².  Було 545 помешкань (202/км²).
Расовий склад населення:
| - 95,8 % — білих - 0,5 % — корінних американців - 0,3 % — чорних або афроамериканців - 0,1 % — азіатів - 2,5 % — осіб інших рас |

До двох чи більше рас належало 0,8 %. Частка іспаномовних становила 4,7 % від усіх жителів.
За віковим діапазоном населення розподілялося таким чином: 25,2 % — особи молодші 18 років, 59,8 % — особи у віці 18—64 років, 15,0 % — особи у віці 65 років та старші. Медіана віку мешканця становила 38,8 року. На 100 осіб жіночої статі у місті припадало 97,4 чоловіків;  на 100 жінок у віці від 18 років та старших — 95,5 чоловіків також старших 18 років.
Середній дохід на одне домашнє господарство  становив 66 683 долари США (медіана — 49 934), а середній дохід на одну сім'ю — 78 284 долари (медіана — 56 250). Медіана доходів становила 41 507 доларів для чоловіків та 32 292 долари для жінок. За межею бідності перебувало 8,1 % осіб, у тому числі 12,5 % дітей у віці до 18 років та 9,7 % осіб у віці 65 років та старших.
Цивільне працевлаштоване населення становило 650 осіб. Основні галузі зайнятості: фінанси, страхування та нерухомість — 19,2 %, освіта, охорона здоров'я та соціальна допомога — 17,8 %, виробництво — 16,3 %.